# Fort Nassau (Curaçao)
Pour les articles homonymes, voir Fort Nassau.
Le fort Nassau, officiellement appelé Fort Oranje Nassau d'après la Maison d'Orange-Nassau, est un fort situé à 68 mètres au-dessus de Schottegat, la baie naturelle et le port de Willemstad, à Curaçao, dans les Petites Antilles.

## Historique
En 1797, il a été construit et nommé Fort Republiek afin de protéger les navires de guerre et les bateaux de commerce. Le fort, dont la construction coûta 60 000 florins, était équipé 8 canons de 18 livres, de 6 canons de 8 livres et de 9 mortiers en métal. 
En septembre 1800, 16 navires français venant de Guadeloupe étaient amarrés dans la baie, menaçant le fort et la ville. Les néerlandais ont donc accepté le soutien de soldats américains et de deux navires de guerre américains qui étaient également arrivés dans la baie : l'USS Patapsco et l'USS Merrimack. Un jour plus tard, l'île fut cédée aux Anglais. 
En 1802, Curaçao fut rendu aux Pays-Bas conformément au Traité d'Amiens. En 1803, la République batave était à nouveau en guerre contre les Anglais. Et, en 1804, le fort Nassau ne put empêcher le bombardement de Willemstad par les troupes anglaises placées sous le commandement du capitaine William Bligh à partir du fort capturé, le fort Waakzaamheid, car il se trouvait en dehors de la portée de ses canons. Il fut conquis par les Anglais en 1807 qui le renommèrent Fort George en l'honneur du roi Georges III mais fut rendu au Royaume des Pays-Bas en 1816 par le Traité de Paris.
De nos jours, il fait office de tour de contrôle pour le transport maritime. Depuis 1959, il y a aussi un restaurant. Le fort est bien conservé et est proche de son état d'origine.